# 1990 en sociologie
| Années de la sociologie : 1987 - 1988 - 1989 - 1990 - 1991 - 1992 - 1993    |
| Décennies de la sociologie : 1960 - 1970 - 1980 - 1990 - 2000 - 2010 - 2020 |

Cet article présente les événements de l'année 1990 dans le domaine de la sociologie.

## Publications

### Livres
- Zygmunt Bauman, Thinking Sociologically
- James Coleman, Foundations of Social Theory
- Mike Featherstone, Mike Hepworth, Bryan Turner, The body : social process and cultural theory
- Ian Hacking, The Taming of Chance
- Ian Hacking, Scientific Revolutions
- Nicole Lapierre, The Silence of the Memory est publié et remporte le prix Bulzoni Editore Special Award.
- M. Rainer Lepsius, Wolfgang J. Mommsen, (ed.) Max Weber et obtient le European Amalfi Prize for Sociology and Social Sciences.
- Chen Liangjin, Social Developmental Mechanisms and Social Security Functions
- Niklas Luhmann, The Science of Society
- John B. Thompson, Ideology and Modern Culture: Critical Social Theory in the Era of Mass Communications
- Paul Willis, Common culture : symbolic work at play in the everyday cultures of the young

## Congrès
- XIIe congrès de l'Association internationale de sociologie — Madrid, Espagne.

## Décès
- 1er août : Norbert Elias

## Autres
- William Julius Wilson devient président de l'Association américaine de sociologie.